# Gran Premio di Turchia 2006
Il Gran Premio di Turchia 2006 è stata la quattordicesima prova della stagione 2006 del campionato mondiale di Formula 1. La gara si è tenuta domenica 27 agosto sul circuito di Istanbul, sito a Tuzla, ed è stata vinta dal brasiliano Felipe Massa su Ferrari, al primo successo in carriera; Massa ha preceduto all'arrivo lo spagnolo Fernando Alonso su Renault e il suo compagno di squadra, il tedesco Michael Schumacher.

## Vigilia

### Aspetti sportivi
Oltre ai piloti titolari, hanno partecipato alle prove libere del venerdì anche Alexander Wurz con la Williams, Anthony Davidson con la Honda, Robert Doornbos con la Red Bull, Sebastian Vettel con la BMW, Giorgio Mondini con la Midland, Neel Jani con la Toro Rosso e Franck Montagny con la Super Aguri.

## Prove

### Risultati
Nella prima sessione del venerdì si è avuta questa situazione:
| Pos | Nº | Pilota             | Costruttore      | Tempo    | Gap    | Giri |
| --- | -- | ------------------ | ---------------- | -------- | ------ | ---- |
| 1   | 3  | Kimi Räikkönen     | McLaren-Mercedes | 1'28"315 |        | 5    |
| 2   | 5  | Michael Schumacher | Ferrari          | 1'28"777 | +0"462 | 4    |
| 3   | 12 | Jenson Button      | Honda            | 1'28"785 | +0"470 | 5    |

Nella seconda sessione del venerdì si è avuta questa situazione:
| Pos | Nº | Pilota           | Costruttore | Tempo    | Gap    | Giri |
| --- | -- | ---------------- | ----------- | -------- | ------ | ---- |
| 1   | 38 | Sebastian Vettel | BMW Sauber  | 1'28"091 |        | 29   |
| 2   | 6  | Felipe Massa     | Ferrari     | 1'28"164 | +0"073 | 18   |
| 3   | 12 | Jenson Button    | Honda       | 1'28"506 | +0"415 | 10   |

Nella sessione del sabato mattina si è avuta questa situazione:
| Pos | Nº | Pilota               | Costruttore | Tempo    | Gap    | Giri |
| --- | -- | -------------------- | ----------- | -------- | ------ | ---- |
| 1   | 5  | Michael Schumacher   | Ferrari     | 1'27"203 |        | 12   |
| 2   | 1  | Fernando Alonso      | Renault     | 1'27"924 | +0"721 | 16   |
| 3   | 2  | Giancarlo Fisichella | Renault     | 1'27"963 | +0"760 | 17   |

## Qualifiche

### Resoconto
Nella Q1 va fuori uno dei tre veterani del circus, David Coulthard, che viene eliminato per un decimo dall'olandese Christijan Albers. Vanno fuori anche le due Toro Rosso, le due Super Aguri e la Midland di Tiago Monteiro. Le due Ferrari si piazzano prima e seconda, staccando di tre decimi Ralf Schumacher, terzo.
Nella Q2, viene eliminato il secondo dei tre veterani, Rubens Barrichello, che si piazza quattordicesimo. Strappa la sua seconda qualificazione alla Q3 il polacco Robert Kubica, mentre vengono eliminati oltre a Barrichello Christian Klien, Jarno Trulli, Pedro de la Rosa, Nico Rosberg e la Midland di Christijan Albers. Primo tempo di Michael Schumacher che stacca tutti di un secondo, e diventa l'unico a scendere sotto l'1'26.
La Q3 vede le prime due posizioni occupate dalle Ferrari, con Felipe Massa che conquista la prima pole position in Formula 1 e al suo fianco Michael Schumacher. Dietro di loro le due Renault di Fernando Alonso e Giancarlo Fisichella, Ralf Schumacher (che deve retrocedere al 15º posto della griglia per aver cambiato il motore), Nick Heidfeld, Jenson Button, Kimi Räikkönen, Kubica e Mark Webber.

### Risultati
Nella sessione di qualifica si è avuta questa situazione:
| Pos | Nº | Pilota               | Costruttore       | Q1       | Q2       | Q3       | Griglia |
| --- | -- | -------------------- | ----------------- | -------- | -------- | -------- | ------- |
| 1   | 6  | Felipe Massa         | Ferrari           | 1'27"306 | 1'27"059 | 1'26"907 | 1       |
| 2   | 5  | Michael Schumacher   | Ferrari           | 1'27"385 | 1'25"850 | 1'27"284 | 2       |
| 3   | 1  | Fernando Alonso      | Renault           | 1'27"861 | 1'26"917 | 1'27"321 | 3       |
| 4   | 2  | Giancarlo Fisichella | Renault           | 1'28"175 | 1'27"346 | 1'27"546 | 4       |
| 5   | 7  | Ralf Schumacher      | Toyota            | 1'27"668 | 1'27"062 | 1'27"569 | 15      |
| 6   | 16 | Nick Heidfeld        | BMW Sauber        | 1'28"200 | 1'27"251 | 1'27"785 | 5       |
| 7   | 12 | Jenson Button        | Honda             | 1'28"222 | 1'26"872 | 1'27"790 | 6       |
| 8   | 3  | Kimi Räikkönen       | McLaren-Mercedes  | 1'28"236 | 1'27"202 | 1'27"866 | 7       |
| 9   | 17 | Robert Kubica        | BMW Sauber        | 1'28"212 | 1'27"405 | 1'28"167 | 8       |
| 10  | 9  | Mark Webber          | Williams-Cosworth | 1'28"307 | 1'27"608 | 1'29"436 | 9       |
| 11  | 15 | Christian Klien      | RBR-Ferrari       | 1'28"271 | 1'27"852 | N.D.     | 10      |
| 12  | 4  | Pedro de la Rosa     | McLaren-Mercedes  | 1'28"403 | 1'27"897 | N.D.     | 11      |
| 13  | 8  | Jarno Trulli         | Toyota            | 1'28"549 | 1'27"943 | N.D.     | 12      |
| 14  | 11 | Rubens Barrichello   | Honda             | 1'28"411 | 1'28"257 | N.D.     | 13      |
| 15  | 10 | Nico Rosberg         | Williams-Cosworth | 1'28"889 | 1'28"386 | N.D.     | 14      |
| 16  | 19 | Christijan Albers    | MF1-Toyota        | 1'29"021 | 1'28"639 | N.D.     | 22      |
| 17  | 14 | David Coulthard      | RBR-Ferrari       | 1'29"136 | N.D.     | N.D.     | 16      |
| 18  | 21 | Scott Speed          | STR-Cosworth      | 1'29"158 | N.D.     | N.D.     | 17      |
| 19  | 20 | Vitantonio Liuzzi    | STR-Cosworth      | 1'29"250 | N.D.     | N.D.     | 18      |
| 20  | 18 | Tiago Monteiro       | MF1-Toyota        | 1'29"901 | N.D.     | N.D.     | 19      |
| 21  | 23 | Sakon Yamamoto       | Super Aguri-Honda | 1'30"607 | N.D.     | N.D.     | 20      |
| 22  | 22 | Takuma Satō          | Super Aguri-Honda | 1'30"850 | N.D.     | N.D.     | 21      |

Con i tempi in grassetto sono visualizzate le migliori prestazioni in Q1, Q2 e Q3.

## Gara

### Resoconto
Alla prima curva Felipe Massa, Michael Schumacher e Fernando Alonso mantengono la loro posizione, mentre Giancarlo Fisichella va in testacoda e vi sono diversi contatti tra le vetture seguenti: Tiago Monteiro è costretto al ritiro mentre Ralf Schumacher, Fisichella, Nick Heidfeld, Scott Speed, Kimi Räikkönen e Takuma Satō si fermano ai box per poi ripartire. Poco dopo, al 2º giro, Räikkönen si ritira dopo che é andato a sbattere contro le barriere. Al tredicesimo giro Vitantonio Liuzzi va in testacoda alla prima curva senza riuscire a ripartire e così per rimuovere la vettura dal tracciato viene fatta entrare in pista la safety car: i piloti di testa ne approfittano per rientrare ai box per la loro prima sosta, in occasione della quale Schumacher deve attendere dietro Massa perdendo così la seconda posizione a favore di Alonso. In questo secondo stint, il ritmo del tedesco è deficitario tanto da perdere contatto dallo spagnolo. Al 28º giro Schumacher è anche autore di un largo alla curva 8. Al giro 39 Massa e Alonso effettuano la seconda sosta, Schumacher, staccato di 7” dallo spagnolo, passa momentaneamente in testa, per poi fermarsi ai box al 43º giro e rientrare in pista nuovamente terzo. Nei giri finali Alonso viene insidiato da Schumacher, che non riesce però a passare lo spagnolo. Massa vince così la sua prima gara in Formula 1 davanti ad Alonso e Michael Schumacher; completano la zona punti Jenson Button, costantemente quarto durante la gara, Pedro de la Rosa, Fisichella, Ralf Schumacher e Rubens Barrichello.

### Risultati
I risultati del Gran Premio sono i seguenti:
| Pos | Nº | Pilota               | Costruttore       | Giri | Tempo/Ritiro            | Griglia | Punti |
| --- | -- | -------------------- | ----------------- | ---- | ----------------------- | ------- | ----- |
| 1   | 6  | Felipe Massa         | Ferrari           | 58   | 1h28'51"082             | 1       | 10    |
| 2   | 1  | Fernando Alonso      | Renault           | 58   | +5"575                  | 3       | 8     |
| 3   | 5  | Michael Schumacher   | Ferrari           | 58   | +5"656                  | 2       | 6     |
| 4   | 12 | Jenson Button        | Honda             | 58   | +12"334                 | 6       | 5     |
| 5   | 4  | Pedro de la Rosa     | McLaren-Mercedes  | 58   | +45"908                 | 11      | 4     |
| 6   | 2  | Giancarlo Fisichella | Renault           | 58   | +46"594                 | 4       | 3     |
| 7   | 7  | Ralf Schumacher      | Toyota            | 58   | +59"337                 | 15      | 2     |
| 8   | 11 | Rubens Barrichello   | Honda             | 58   | +1'00"034               | 13      | 1     |
| 9   | 8  | Jarno Trulli         | Toyota            | 57   | +1 giro                 | 12      |       |
| 10  | 9  | Mark Webber          | Williams-Cosworth | 57   | +1 giro                 | 9       |       |
| 11  | 15 | Christian Klien      | RBR-Ferrari       | 57   | +1 giro                 | 10      |       |
| 12  | 17 | Robert Kubica        | BMW Sauber        | 57   | +1 giro                 | 8       |       |
| 13  | 21 | Scott Speed          | STR-Cosworth      | 57   | +1 giro                 | 17      |       |
| 14  | 16 | Nick Heidfeld        | BMW Sauber        | 56   | +2 giri                 | 5       |       |
| 15  | 14 | David Coulthard      | RBR-Ferrari       | 55   | Cambio                  | 16      |       |
| Rit | 19 | Christijan Albers    | MF1-Toyota        | 46   | Incidente               | 22      |       |
| NC  | 22 | Takuma Satō          | Super Aguri-Honda | 41   | +17 giri                | 21      |       |
| Rit | 10 | Nico Rosberg         | Williams-Cosworth | 25   | Pressione dell'acqua    | 14      |       |
| Rit | 23 | Sakon Yamamoto       | Super Aguri-Honda | 23   | Testacoda               | 20      |       |
| Rit | 20 | Vitantonio Liuzzi    | STR-Cosworth      | 12   | Testacoda               | 18      |       |
| Rit | 3  | Kimi Räikkönen       | McLaren-Mercedes  | 1    | Incidente               | 7       |       |
| Rit | 18 | Tiago Monteiro       | MF1-Toyota        | 0    | Collisione con S. Speed | 19      |       |

## Classifiche mondiali

### Piloti
| Pos | Pilota               | Punti |
| --- | -------------------- | ----- |
| 1   | Fernando Alonso      | 108   |
| 2   | Michael Schumacher   | 96    |
| 3   | Felipe Massa         | 62    |
| 4   | Giancarlo Fisichella | 52    |
| 5   | Kimi Räikkönen       | 49    |
| 6   | Jenson Button        | 36    |
| 7   | Juan Pablo Montoya   | 26    |
| 8   | Rubens Barrichello   | 22    |
| 9   | Nick Heidfeld        | 19    |
| 10  | Ralf Schumacher      | 18    |
| 11  | Pedro de la Rosa     | 14    |
| 12  | David Coulthard      | 14    |
| 13  | Jarno Trulli         | 10    |
| 14  | Jacques Villeneuve   | 7     |
| 15  | Mark Webber          | 6     |
| 16  | Nico Rosberg         | 4     |
| 17  | Christian Klien      | 2     |
| 18  | Vitantonio Liuzzi    | 1     |

### Costruttori
| Pos | Costruttore       | Punti |
| --- | ----------------- | ----- |
| 1   | Renault           | 160   |
| 2   | Ferrari           | 158   |
| 3   | McLaren-Mercedes  | 89    |
| 4   | Honda             | 58    |
| 5   | Toyota            | 28    |
| 6   | BMW Sauber        | 26    |
| 7   | RBR-Ferrari       | 16    |
| 8   | Williams-Cosworth | 10    |
| 9   | STR-Cosworth      | 1     |